# فیلم‌شناسی جولیا رابرتس

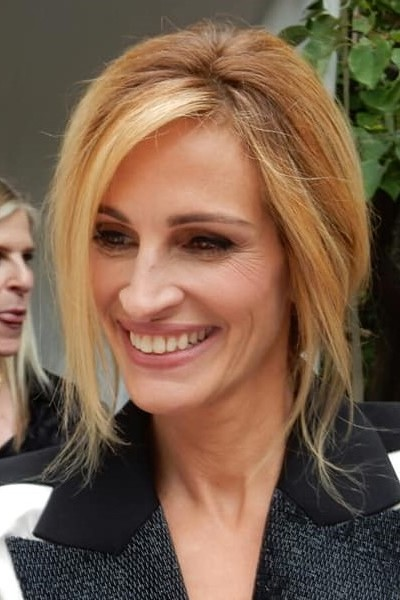
رابرتس در ۲۰۱۸

جولیا رابرتس بازیگر آمریکایی است. حضور در فیلم‌های ماگنولیاهای فولادی (۱۹۸۹)، زن زیبا (۱۹۹۰) و آگوست: اوسیج کانتی (۲۰۱۳) برای او نامزدی جایزهٔ اسکار را به دنبال داشت. او برای بازی در ارین براکویچ (۲۰۰۰) برندهٔ جایزهٔ اسکار بهترین بازیگر زن شد.

## فیلم‌ها
| سال  | عنوان                          | نقش                           | یادداشت                      | منابع                |
| ---- | ------------------------------ | ----------------------------- | ---------------------------- | -------------------- |
| ۱۹۸۷ | ایستگاه آتش‌نشانی               | ببز                           | نامش ذکر نشده انتشار ویدئویی | [ ۱ ] [ ۲ ]          |
| ۱۹۸۸ | رضایت                          | دریل شین                      |                              | [ ۳ ]                |
| ۱۹۸۸ | میستیک پیتزا                   | دیزی ایرایو                   |                              | [ ۴ ]                |
| ۱۹۸۹ | سرخ خونی                       | ماریسا کالوجرو                | فیلمبرداری‌شده در سال ۱۹۸۶    | [ ۲ ] [ ۵ ]          |
| ۱۹۸۹ | ماگنولیاهای فولادی             | شلبی ایتنتون لچری             |                              | [ ۶ ]                |
| ۱۹۹۰ | زن زیبا                        | ویوین وارد                    |                              | [ ۷ ]                |
| ۱۹۹۰ | مرگ‌بازان                       | راشل مأنوس                    |                              | [ ۸ ]                |
| ۱۹۹۱ | خوابیدن با دشمن                | لورا ویلیامز برنی/ سارا واترز |                              | [ ۹ ]                |
| ۱۹۹۱ | جوان‌مرگ                        | هیلاری اونیل                  |                              | [ ۱۰ ]               |
| ۱۹۹۱ | هوک                            | تینکربل                       |                              | [ ۱۱ ]               |
| ۱۹۹۲ | بازیگر                         | خودش                          | نقش کوچک                     | [ ۱۲ ] [ ۱۳ ] [ ۱۴ ] |
| ۱۹۹۳ | پرونده پلیکان                  | داربی شا                      |                              | [ ۱۵ ]               |
| ۱۹۹۴ | من عاشق مشکلم                  | سابرینا پیترسون               |                              | [ ۱۶ ]               |
| ۱۹۹۴ | آماده پوشیدن                   | آن آیزنهاور                   |                              | [ ۱۷ ]               |
| ۱۹۹۵ | چیزی که می‌توان درباره‌اش حرف زد | گریس کینگ بیشان               |                              | [ ۱۸ ]               |
| ۱۹۹۶ | ماری رایلی                     | ماری رایلی                    |                              | [ ۱۹ ]               |
| ۱۹۹۶ | مایکل کولین                    | کیتی کیرنن                    |                              | [ ۲۰ ]               |
| ۱۹۹۶ | همه می‌گویند دوستت دارم         | وان                           |                              | [ ۲۱ ]               |
| ۱۹۹۷ | عروسی بهترین دوست من           | جولیان پاتر                   |                              | [ ۲۲ ]               |
| ۱۹۹۷ | تئوری توطئه                    | آلیس ساتن                     |                              | [ ۲۳ ]               |
| ۱۹۹۸ | نامادری                        | ایزابل کلی                    | همچنین مدیر اجرایی           | [ ۲۴ ]               |
| ۱۹۹۹ | ناتینگ هیل                     | آنا اسکات                     |                              | [ ۲۵ ]               |
| ۱۹۹۹ | عروس فراری                     | مگی کارپنتر                   |                              | [ ۲۶ ]               |
| ۲۰۰۰ | ارین براکویچ                   | ارین براکویچ                  |                              | [ ۲۷ ]               |
| ۲۰۰۱ | مکزیکی                         | سامانتا بارزل                 |                              | [ ۲۸ ]               |
| ۲۰۰۱ | دلبر آمریکایی                  | کیکی هریسون                   |                              | [ ۲۹ ]               |
| ۲۰۰۱ | یازده یار اوشن                 | تس اوشن                       |                              | [ ۳۰ ]               |
| ۲۰۰۲ | قهرمان بزرگ                    | جولین                         |                              | [ ۳۱ ] [ ۳۲ ]        |
| ۲۰۰۲ | برهنه از جلو                   | فرانچسکا/کاترین               |                              | [ ۳۳ ]               |
| ۲۰۰۲ | اعترافات یک ذهن خطرناک         | پاتریشا واتسون                |                              | [ ۳۴ ]               |
| ۲۰۰۳ | لبخند مونا لیزا                | کاترین آن واتسون              |                              | [ ۳۵ ]               |
| ۲۰۰۴ | به من بگو کی هستی              | خودش                          |                              | [ ۳۶ ]               |
| ۲۰۰۴ | نزدیک‌تر                        | آنا کامرون                    |                              | [ ۳۷ ]               |
| ۲۰۰۴ | دوازده یار اوشن                | تس اوشن                       |                              | [ ۳۸ ]               |
| ۲۰۰۶ | مورچه کش                       | هووا                          | تنها صدا                     | [ ۳۹ ]               |
| ۲۰۰۶ | تار شارلوت                     | شارلوت عنکبوت                 | تنها صدا                     | [ ۴۰ ]               |
| ۲۰۰۷ | جنگ چارلی ویلسون               | جوآن هرینگ                    |                              | [ ۴۱ ]               |
| ۲۰۰۸ | کرم‌های شب‌تاب باغ               | لیسا تیلور                    |                              | [ ۴۲ ] [ ۴۳ ]        |
| ۲۰۰۸ | کیت کیترج: یک دختر آمریکایی    | —                             | مدیر اجرایی                  | [ ۴۴ ]               |
| ۲۰۰۹ | دورویی                         | کلر استنویک                   |                              | [ ۴۵ ]               |
| ۲۰۱۰ | روز والنتاین                   | کاپیتان کیت هیزلتن            |                              | [ ۴۶ ]               |
| ۲۰۱۰ | بخور، عبادت کن، عشق بورز       | الیزابت گیلبرت                |                              | [ ۴۷ ]               |
| ۲۰۱۱ | عیسی هنری مسیح                 | —                             | مدیر اجرایی                  | [ ۴۸ ] [ ۴۹ ]        |
| ۲۰۱۱ | عشق، عروسی، ازدواج             | درمان‌گر ایوا                  | تنها صدا                     | [ ۵۰ ] [ ۵۱ ]        |
| ۲۰۱۱ | لری کراون                      | مرسیدیز تاینو                 |                              | [ ۵۲ ]               |
| ۲۰۱۲ | ای آینه ای آینه                | ملکه کلمنتیانا                |                              | [ ۵۳ ]               |
| ۲۰۱۳ | اوسیج کانتی                    | باربارا فوردهم                |                              | [ ۲۷ ] [ ۵۴ ]        |
| ۲۰۱۵ | راز در چشمان‌شان                | جس کاب                        |                              | [ ۵۵ ]               |
| ۲۰۱۶ | هیولای پول                     | پتی فن                        |                              | [ ۵۶ ]               |
| ۲۰۱۶ | روز مادر                       | میراندا                       |                              | [ ۵۷ ]               |
| ۲۰۱۷ | اعجوبه                         | ایزابل پولمن                  |                              | [ ۵۸ ]               |
| ۲۰۱۸ | هوم کامینگ                     | هایدی برگمن                   |                              | [ ۵۹ ]               |
| ۲۰۱۸ | بن برگشته                      | هالی برنز                     |                              | [ ۶۰ ]               |
| ۲۰۲۲ | بلیت بهشت                      | جورجیا کاتن                   |                              | [ ۶۱ ]               |
| ۲۰۲۳ | دنیا را پشت سر بگذار           | آماندا                        |                              | [ ۶۲ ]               |